# Indian Springs School
Die Indian Springs School ist eine 1952 gegründete Privatschule in Indian Springs, Alabama (USA), einem Vorort von Birmingham. An die Schule, in der Schüler von der 8. bis zur 12. Jahrgangsstufe unterrichtet werden, ist ein Internat angeschlossen.

## Geschichte
Die Schule wurde 1952 mit Mitteln gegründet, die der 1930 verstorbene Harvey G. Woodward zu diesem Zweck hinterlassen hatte. Woodward stammte aus einer reichen Familie, besuchte das Massachusetts Institute of Technology und war anschließend im Immobiliengeschäft erfolgreich. Er war unzufrieden mit der Situation an den weiterführenden Schulen der USA: Die Privatschulen hatten ein in seinen Augen veraltetes Curriculum, die öffentlichen Schulen dagegen zerstörten durch ihren Massenbetrieb das Interesse und die Neugier der Schüler. Im Juni 1929 – auf der Höhe der amerikanischen Reformpädagogik – verfasste er daher ein umfangreiches Konzept für eine Schule nach seinen Vorstellungen.

### Woodwards Konzept
Statt sturem Auswendiglernen sollten die Schüler „ihren Kopf und ihren Körper so trainieren, dass sie ihre eigenen Fähigkeiten auf neue Fakten, auf die sie im Laufe ihres Lebens treffen, anwenden und dabei zu fundierten und angemessenen Schlussfolgerungen kommen können.“ Weiterhin lehnte er eine Spezialisierung auf einzelne Fächer ab, so sollte die Schule etwa auf Fremdsprachen verzichten, vielmehr sollten die Schüler einen breiten Überblick über die Welt erfahren. Wichtig war Woodward auch, dass die Lehrer keine religiösen Ansichten vertraten und es an der Schule keine Bruderschaften oder Geheimbünde geben sollte.
Ein weiteres Anliegen Woodwards war es, eine unter den Gesichtspunkten Kultur und Rasse „reine“ Schulgemeinschaft zu haben. Seine Schule sollte nur für weiße, männliche Schüler offen sein, die „gesund in Geist und Körper“, also „keine Krüppel“ seien. Dies sollte eine ärztliche Untersuchung im Vorfeld der Aufnahme sicherstellen. Jüdische Schüler hatten, da Woodward „jüdisch“ als Rasse und nicht als Religion verstand, ebenso keinen Zutritt wie Schwarze, die er zudem auch als Bedienstete ausschloss, damit die Schüler von ihnen nicht negativ beeinflusst würden. Mit diesen Ansichten stand Woodward ebenfalls in der Tradition der Reformpädagogik, die für sich in Anspruch nahm, einen „wissenschaftlichen“ Ansatz in der Rassenfrage zu vertreten.

### Finanzierung und Gründung
Woodwards Testament, dem er sein Schulkonzept beifügte, wurde kurz nach seinem Tod 1930 veröffentlicht und erregte großes Aufsehen. Nicht nur die Stiftungssumme von geschätzten 7,5 Millionen Dollar, sondern auch die Tatsache, dass Woodward diese inmitten der Great Depression philanthropisch investierte, machten das Projekt landesweit bekannt. So berichteten etwa die New York Times und das Time Magazine ausführlich. Es gab allerdings auch kritische Stimmen, die zwar die Notwendigkeit einer guten weiterführenden Schule in Alabama bejahten, in Woodwards Vision aber eine Utopie sahen. Zu dem Zeitpunkt der Veröffentlichung des Testaments gab es in den gesamten USA nur 60 vergleichbare Reformschulen, im Südwesten des Landes nur eine einzige in Florida.
Nach dem Willen von Woodward sollte die erste Schule – er plante mehrere Standorte – eröffnet werden, sobald der Fonds mehr als drei Millionen Dollar umfasste. Dies wurde jedoch durch eine Reihe von Klagen zunächst verhindert, weil das Testament von seiner Witwe und später zwei Gouverneuren gerichtlich angefochten wurde. Erst 1947 entschied der Supreme Court von Alabama, dass die Gelder genutzt werden sollten, um eine einzelne Schule in Alabama zu gründen.
Die Indian Springs School wurde schließlich 1952 mit 60 Schülern eröffnet, die von 10 Lehrkräften unterrichtet wurden. Die Schüler der boarding school waren Jungen aus Birmingham sowie den ländlichen Gegenden Alabamas. Der erste Schulleiter der Indian Springs School, Dr. Louis Armstrong, war bemüht, die Schüler nicht nur auf den College-Besuch vorzubereiten, sondern sie auch auf die Probleme der amerikanischen Gesellschaft aufmerksam zu machen, mit denen sie sich auseinandersetzen sollten. Damit wollte er erreichen, dass die Schüler selbst nach kreativen Lösungswegen suchen. Von Beginn an hatten die Schüler ein Recht auf Mitbestimmung. So wurde ein Regelwerk erstellt, dass die Rechte und Pflichten von Schülerschaft und Lehrkörper festschrieb. Die Schülervertretung hatte vergleichsweise großen Einfluss darauf, wie die Schule geführt und entwickelt wurde.
In den 1970er Jahren entsprach die Zahl der Tagesschüler erstmals in etwa der Anzahl der Schüler im Internat. Zu dieser Zeit wurde die Schule koedukativ, gleichzeitig wurde die 8. Jahrgangsstufe neu eingeführt.
Bekannt wurde die Schule durch den Debütroman Eine wie Alaska des ehemaligen Indian-Springs-Schülers John Green. Der vielfach ausgezeichneten Jugendroman spielt in einer Schule, die stark an die Indian Springs School angelehnt ist.
Die Schule hat 297 Schüler (Stand: Juni 2010), die von 42 Lehrern unterrichtet werden. Die Schulgebühren belaufen sich auf 17.500 $, fast 30 % der Schüler erhalten ein Teilstipendium.

## Bekannte Absolventen
- Daniel Alarcón (* 1977), Schriftsteller
- John Badham (* 1939), Regisseur und Produzent
- John Green (* 1977), Schriftsteller